# Bryocalyx cinnameus
Bryocalyx cinnameus är en mossdjursart som beskrevs av Cook och Bock 2000. Bryocalyx cinnameus ingår i släktet Bryocalyx och familjen Calloporidae. Inga underarter finns listade i Catalogue of Life.